# Богданов, Александр Александрович
Алекса́ндр Алекса́ндрович Богда́нов (настоящая фамилия — Малино́вский, другие псевдонимы — Вагнер, Макси́мов, Рядово́й; 10 (22) августа 1873 года, Соколка, Гродненская губерния — 7 апреля 1928 года, Москва) — русский и советский учёный-энциклопедист, революционный деятель, врач, мыслитель-утопист, писатель-фантаст, один из крупнейших идеологов социализма. Член РСДРП в 1898—1909 годах, большевик, с 1905 года — член ЦК. Организатор группы «Вперёд» и партийных школ РСДРП на Капри и в Болонье. В 1911 году отошёл от активной политической деятельности и сосредоточился на разработке своих идей о новых науках — тектологии и «науки об общественном сознании»; предвосхитил некоторые положения системного подхода и кибернетики. В 1918—1920 годах — идеолог Пролеткульта. С 1926 года — организатор и директор первого в мире Института переливания крови; погиб, производя на себе опыт.

## Биография
Родился в мещанско-разночинской семье — его отец заведовал городским училищем, а мать была домохозяйкой.
В 1892 году окончил с золотой медалью Тульскую классическую гимназию, в которой был первым учеником и решал задачи по математике и писал сочинения гимназистам старших классов. В гимназии «жил в её пансионе, стипендиатом, в условиях казарменно-тюремных», с третьего класса «стал заниматься репетиторством и с тех пор никогда не имел поддержки из дома — жил на свои средства. < … >. Всё время жил в большой нужде, часто голодал». В 1892 году поступил на естественное отделение физико-математического факультета Московского университета. Специализировался на биологии и слушал лекции ботаника К. А. Тимирязева и зоолога М. А. Мензбира. Студентом включился в работу Союзного совета объединённых землячеств (этот Союзный совет Богданов впоследствии охарактеризовал «как организацию, собственно, просто взаимопомощи студентов, но по тогдашним условиям нелегальную и потому — „революционную“». В декабре 1894 года за участие в Союзе северных землячеств был исключён из университета, арестован и выслан в Тулу, где рабочим-оружейником Иваном Савельевым был привлечён к занятиям в рабочих кружках. В кружок Богданова входил слесарь С. И. Степанов, ставший делегатом от туляков на II съезд РСДРП.
Под псевдонимом «А. Богданов» опубликовал ставший результатом занятий с рабочими «Краткий курс экономической науки» (1897), который В. И. Ленин назвал в анонимной рецензии замечательным явлением в нашей экономической литературе. Книга стала в социал-демократических и рабочих кругах основным руководством при знакомстве с политической экономией. Она имела ортодоксальный, страницами очень упрощённый характер, поэтому позднее, когда о ком-либо хотели сказать, что в экономической науке он мыслит шаблонно, — о нём говорили: «мыслит по Богданову».
В 1895—1899 годах учился экстерном на медицинском факультете Харьковского университета. В 1899 году получил диплом врача и написал свою первую философскую книгу «Основные элементы исторического взгляда на природу». В этом же году был арестован, полгода пробыл в московской тюрьме, затем был выслан в Калугу, где познакомился с А. В. Луначарским и возглавил кружок политических ссыльных. Из Калуги был вместе с Луначарским выслан на три года в Вологду, где работал врачом в психиатрической лечебнице. Одним из пациентов Богданова был Н. Бердяев:

Курьёзны были мои отношения с А. Богдановым <…> А. Богданов был очень хороший человек, очень искренний и беззаветно преданный идее, но по типу своему совершенно мне чуждый. В то время меня уже считали «идеалистом», проникнутым метафизическими исканиями. Для А. Богданова это было совершенно ненормальным явлением. По первоначальной своей специальности он был психиатр. Он вначале часто ходил ко мне. Я заметил, что он мне систематически задаёт непонятные вопросы, как я себя чувствую по утрам, каков сон, какова моя реакция на то или иное и тому подобное. Выяснилось, что склонность к идеализму и метафизике он считает признаком начинающегося психического расстройства, и он хотел определить, как далеко это у меня зашло.— Н. А. Бердяев. Самопознание (Опыт философской автобиографии) (1940, изд. 1949)
В Вологде познакомился с В. А. Русановым, вместе с которым в качестве топографа совершил путешествие по Коми-Зырянскому краю.
В 1902—1903 годах — лидер политссыльных социал-демократов в Вологде — группы содействия газете «Искра».

### Вице-лидер большевиков
Осенью 1903 года примкнул к большевикам и по окончании ссылки, в начале 1904 года, Богданов выехал в Швейцарию, где в феврале в Женеве познакомился с Лениным, с которым сблизился по политическим вопросам, несмотря на то, что Ленин критически относился к его философским идеям. Рядом с Лениным, взявшим курс на создание своей партии, в это время не было людей, обладающих творческими способностями, кроме В. В. Воровского. Богданов также обещал привлечь в кассу большевиков денежные средства, завязать сношения с М. Горьким, привлечь на сторону Ленина А. В. Луначарского, женатого на сестре Богданова, и В. А. Базарова.

Осенью 1904 г. мы окончательно сошлись с Богдановым как большевики и заключили тот, молчаливо устраняющий философию, как нейтральную область, блок, который просуществовал всё время революции (1905—1906 г.)— Письмо Ленина Горькому (1908)
На совещании 22-х большевиков в Женеве в ноябре 1904 года, на котором была заложена основа большевистской партии, был избран в Бюро комитетов большинства — первый большевистский центр. Вернувшись в Россию, с декабря 1904 года работал в Петербурге. По выражению М. Н. Покровского, в этот период Богданов был вице-лидером партии:

А. А. Богданов — это был великий визирь этой большевистской державы. Поскольку он управлял непосредственно и постоянно сидел в России, тогда как Ильич до революции 1905 г. был в эмиграции, постольку Богданов больше влиял на политику партии, и та угловатая линия ЦК, которая выражалась в том, что людям на каждом шагу ставили ультиматум — или ты наш, или не наш, причём не наши были близко к тем, кто не знает Авенариуса и Маха и т. д., — эта линия — не линия Ильича, она слишком на него непохожа, — это линия Богданова, и она господствовала до октября 1905 г.— 
Группа литературно-политических друзей Богданова составляла в 1905—1908 годах главные кадры сотрудников большевистских легальных изданий.
В 1905 году — делегат большевистского III съезда РСДРП, избран на нём членом ЦК. Уже в 1905 году по ряду вопросов, в частности, об отношении большевиков к Советам, его позиция была бескомпромисснее, чем у Ленина, он был сторонником предъявления Советам ультиматума о принятии программы РСДРП, тогда как Ленин считал, что подобная прямолинейная тактика только повредит делу. Богданов являлся представителем ЦК в Петербургском совете рабочих депутатов, где был арестован 2 декабря 1905 года. В мае 1906 года освобождён под залог и выслан за границу. Избран от большевиков членом ЦК на IV съезде РСДРП, объединившем большевиков и меньшевиков. В 1906 году вошёл в Большевистский центр. Вместе с Лениным и Л. Б. Красиным, которого привлёк на сторону большевиков, составлял руководящую тройку большевистской фракции РСДРП. Нелегально вернулся и жил в Куоккале вместе с Лениным, работая в редакции большевистских органов и при думских фракциях I, II и III Дум.
С конца 1907 года — в эмиграции.
Летом 1906 года Ленин, прочитав только что написанную Богдановым III книгу «Эмпириомонизма», по его собственному признанию, «озлился и взбесился необычайно» и послал Богданову «объяснение в любви письмецо по философии в размере трёх тетрадок» (письмо к Горькому, 1908). Письмо содержало много оскорбительных для Богданова слов, и он возвратил его Ленину с указанием, что для сохранения с ним личных отношений следует считать письмо «ненаписанным, неотправленным, непрочитанным». В 1907 году Богданов занял позицию неучастия большевиков в III Государственной Думе (ультиматизм), отличающуюся от ленинской. Обострились разногласия с Лениным по вопросу о контроле над большевистской кассой. В 1908 году наступил полный разрыв: в книге «Материализм и эмпириокритицизм» Ленин подверг Богданова резкой критике. В июне 1909 года на совещании расширенной редакции газеты «Пролетарий» Богданов был исключён из Большевистского центра. В январе 1910 года на Парижском пленуме выведен из ЦК.
Богданов и его единомышленники (Г. А. Алексинский, А. В. Луначарский, В. А. Базаров, М. Н. Покровский и др.) сформировали в декабре 1909 года группу «Вперёд», которая призывала членов РСДРП готовиться к новому революционному подъёму, не делать культа из легальной социал-демократической работы, выступала за свободу идейных споров в партии, за выработку социалистической пролетарской культуры, науки, искусства. «Вперёдовцы» активно занимались издательской деятельностью, вели пропагандистскую работу, организовывали без санкции Ленина школы для рабочих сначала на о. Капри (1909), затем в Болонье (1910—1911).
Весной 1911 года вышел из группы «Вперёд» и отошёл от политики, хотя писал до революции пропагандистские статьи в «Правде» и других рабочих печатных органах.

### После возвращения в Россию
Вернулся в 1913 году по амнистии по случаю 300-летия дома Романовых в Россию. Во время Первой мировой войны был мобилизован врачом в действующую армию; «фронт подтвердил его выстраданное убеждение, что пролетарская революция и последующая за ней непременно Гражданская война в XX веке, располагавшем невиданными прежде средствами уничтожения всего живого, вызовет колоссальные жертвы, Богданов пришёл к мысли, что пролетариату в первую очередь „нужно стремиться не к политическому господству, а к культурному вызреванию“», — писал Лев Колодный.
В 1918—1920 годах — идеолог Пролеткульта.
1918—1921 — профессор политической экономии первого Московского университета.
1918—1922 — член Президиума Коммунистической академии.
Был сотрудником организованного в 1915 году М. Горьким журнала «Летопись» (Санкт-Петербург). В декабре 1921 года написал открытое письмо Бухарину, в котором критиковал партию за сохранение чрезвычайных и примитивных методов управления страной.
8 сентября 1923 года был арестован ГПУ по подозрению в принадлежности к группе «Рабочая Правда», следствие по делу которой в то время велось. 13 октября после допросов, объяснительных записок и часовой беседы с Дзержинским был освобождён.
1926—1928 — директор Государственного научного института переливания крови.

### Смерть
Богданов пропагандировал собственную теорию омоложения через переливание крови. 

… есть все основания полагать, что молодая кровь, с её материалами, взятыми из молодых тканей, способна помочь стареющему организму в его борьбе по тем линиям, по которым он уже терпит поражения, т.-е., по которым он именно «стареется».
— А. А. Богданов Очерки организационной науки
Обменное переливание по Богданову широко использовалось для пропаганды классовых и коммунистических идей с привлечением высоких лиц из партийной иерархии, в частности младшей сестры Ленина, Марии Ульяновой и народного комиссара Красина. Теория Богданова получила поддержку на высшем уровне: по распоряжению Сталина был создан первый в мире Институт крови, который располагался в доме купца Игумнова на Якиманке, а сам Богданов стал его директором.
Очередное переливание закончилось трагически: во время одиннадцатого обменного переливания со студентом наступило отторжение и смерть. Студент выжил.
В соответствии с современными представлениями причиной смерти А. А. Богданова была резус-несовместимость с партнёром по переливанию крови (фактор, открытый в 1940 году, вероятность летального действия которого возрастает с увеличением массивности и частоты переливаний).
На похоронах от партии выступил Н. И. Бухарин. Тело Богданова, согласно традиции того времени, было кремировано, а его мозг передан для исследования в Институт мозга, который также стал располагаться в особняке Игумнова. Урна с прахом захоронена в колумбарии Новодевичьего кладбища.

### Семья
- Первая жена — Наталья Богдановна Малиновская (урождённая Корсак; 1865—1945). Служила акушеркой в клинике доктора Руднева — отца ближайшего друга Богданова — В. А. Базарова (Руднева). По поручениям Руднева она ездила в Ясную Поляну и принимала роды у С. А. Толстой. Своих детей у неё не было.
- Вторая жена — А. И. Смирнова (1874—1915). В браке родился сын Александр в 1909 году.

Братья и сёстры:
- Николай Александрович (1868—?) — учился на медицинском факультете в Саратове.
- Сергей Александрович (1876—?).
- Мария Александровна Зандер (1882—?) — врач; жила в Харькове; много лет проработала в госпитале Бурденко. Занимала в нём руководящие посты. Умерла в Москве.
- Анна Александровна Луначарская (1884—1959) — писательница[27] и переводчица; первая жена А. В. Луначарского.
- Ольга Александровна (1885—1943) — была сестрой милосердия на Русско-японской войне, некоторое время жила и учительствовала в Оренбурге. Много лет преподавала русский язык и литературу. Работала в Наркомпросе у Н. К. Крупской. Умерла в Москве в 1943 году.

## Литературная деятельность
В автобиографии, написанной по просьбе Энциклопедии Гранат, Богданов назвал свои труды по пяти направлениям: политэкономии, историческому материализму, философии, «организационной науке» и «пролетарской культуре». В 1908 году Богданов опубликовал утопию о Марсе «Красная звезда», в 1912 году — роман «Инженер Мэнни». Отмечают их влияние на советскую фантастику, в частности на «Аэлиту» А. Н. Толстого и «Туманность Андромеды» И. А. Ефремова.
В статье «Философия современного естествоиспытателя» (1909 год), А. А. Богданов ввёл в оборот термин «техническая интеллигенция».
Редактор нового перевода на русский язык «Капитала» К. Маркса, выполненного В. А. Базаровым и И. И. Скворцовым-Степановым. Вместе со Скворцовым-Степановым написал «Курс политической экономии» (1-й том — М., 1910; 2-й том — 4-е выпуска — М., 1919—1920).

## Философия
Богданов известен своими идеями тектологии и пролеткульта. Обе идеи вырастали из его комбинации позитивизма и марксизма. Первый приучал к борьбе с фетишами и эволюции, а второй направлял к светлому бесклассовому обществу. Для реализации этой цели был необходим эмпириомонизм — единство опыта. Не только политическая борьба, но формирование передовой пролетарской культуры должно было служить верным подспорьем. Для распространения пролетарской культуры в мире, вместо популярного в те годы эсперанто, Богданов предлагал использовать упрощённый английский язык, так как на нём говорит «наибольшее количество индустриального пролетариата».
Науку и познание Богданов рассматривал как приспособление к окружающей среде, а творчество как «высший, наиболее сложный вид труда», подчинённый той же цели. В искусстве он особо отмечал как классовый характер, так и идеологическую или организующую природу. Сама истина оказывалась формой организации опыта. Отстаивая коллективизм, Богданов противопоставлял его обезличивающей стадности. Некоторые из озвученных им идей, по словам самого Богданова, он позаимствовал у Нуаре.
Впоследствии идеи Богданова опосредованно повлияли на концепцию контркультуры.

### Тектология
В трёхтомной работе «Тектология», изданной в 1910—1920-х годах, Богданов объясняет процессы развития природы и общества на основе принципа равновесия, заимствованного из естествознания. Все развивающиеся объекты природы и общества представляют собой, по Богданову, целостные образования, или системы, состоящие из многих элементов.
Равновесное состояние системы Богданов рассматривает не как раз и навсегда заданное, а как «динамическое» или «подвижное» равновесие.
Характерной чертой теории равновесия Богданова является утверждение, что противоположности должны сбалансировать, уравновесить друг друга и только таким путём достигается устойчивое состояние системы. В развивающихся системах одновременно действуют две противоположные тенденции: повышение устойчивости вследствие интеграционных процессов, стремление к равновесию и понижение устойчивости, вызванное появлением «системных противоречий». Противоречия эти, на известном уровне их развития, способны приводить к кризисам. Случаи такого рода бесчисленны в опыте, пишет Богданов: «Рано или поздно, системные противоречия усиливаются до того, что перевешивают организационную связь (системы); тогда должен наступить кризис, ведущий либо к её преобразованию, либо к распадению, крушению».

Из системных противоречий вытекает организационная задача, тем более настоятельная, чем сильнее их развитие, задача их разрешения или устранения. Жизнь её решает или отрицательным путём, — разрушается самая система, например, умирает организм, или положительным путём, — преобразованием системы, освобождающим её от противоречий.

Более стройное или «гармоничное» сочетание элементов системы, заключает меньше «противоречий». Это и означает более высокую организованность.
В тектологии Богданова «впервые сформулированы основные положения системного подхода и теории самоорганизации систем. Она не только не потеряла своей актуальности, выступая фактически как предтеча и теоретическая основа нынешней концепции устойчивого развития, но и служит важным информационным источником для её дальнейшего углубления и совершенствования».
По мнению академика Н. Н. Моисеева долгое время забытое имя А. А. Богданова как автора тектологии должно стоять в одном ряду с именами таких российских учёных, как создатель периодической системы элементов Д. И. Менделеева и создатель биогеохимии В. И. Вернадский.

## Увлечения
Одним из увлечений Александра Богданова на протяжении жизни были шахматы. Сохранилась серия любительских фотографий, сделанных на итальянском острове Капри в 1908 году (между 23 и 30 апреля), когда Владимир Ленин находился в гостях у А. М. Горького. Фотографии сняты с различных ракурсов и запечатлели Ленина играющим с Горьким и Богдановым. Автором всех (или по крайней мере двух из этих фотографий) выступил Юрий Желябужский (в будущем — крупный советский кинооператор, режиссёр и сценарист), сын актрисы МХТ Марии Андреевой и пасынок Горького. В то время он был двадцатилетним юношей.

## Институт Богданова
В 1999 году в Екатеринбурге создан Международный институт А. Богданова (МИБ) «для объединения, координации и развития фундаментальных и прикладных исследований российских и зарубежных учёных, творчески применяющих идеи, заложенные в научном наследии великого русского мыслителя Александра Александровича Богданова».

## Основные работы
- Богданов А. А. Основные элементы исторического взгляда на природу. — С.-Петербург: Издание СПб. Акционерного общества печ. дела «Издатель», 1899. — 251 с.
- Богданов А. А. Познание с исторической точки зрения. — С.-Петербург: Типо-литография А. Лейферта, 1901. — [2], VI, 217 с.
- Рядовой Либеральные программы = Liberale Programmen. — Женева: Изд-во социал-демократической партийной лит. В. Бонч-Бруевича и Н. Ленина, 1904. — 23 с.
- Богданов А. А. Из психологии общества. (Статьи 1901—1904 г.) — 1-е изд. — СПб.: изд-во С. Дороватовского и А. Чарушникова, 1904.
- Богданов А. А. Либерализм и демократизм. — Москва: кн-во Е. Д. Мягкова «Колокол», 1905. — 31 с. — (Первая библиотека; № 19).
- Богданов А. А. Либералы и социалисты. — Женева: Российская социал-демократическая рабочая партия, 1904. — 31 с.
- Богданов А. А. Новый мир: (Ст. 1904—1905). — Москва: С. Дороватовский и А. Чарушников, 1905. — 169 с.
- Богданов А. А. Эмпириомонизм. Статьи по философии. Кн. I, 1-е, изд. М., 1904, кн. I, 2-е изд. М., 1905, кн. I, 3-е изд., М., 1908, кн. II, 1-е изд. М., 1905, кн. II, 2-е изд., СПб, 1907, кн. III, 1-е изд. СПб, 1906, изд-во С. Дороватовского и А. Чарушникова.
- Богданов А. А. Краткий курс экономической науки. — Москва: А. М. Муринова, 1897. — VIII, 290 с.
- Богданов А. А. Краткий курс экономической науки. 2-е изд., СПб, 1899, 3-е изд., М., 1902, 4-е изд., СПб, 1904, 5-е изд., М, 1905, 6-е изд., М., 1905, 7-е изд., М., 1906., 8-е изд., М., 1906, 9-е изд., М., 1906, изд-во «С. Дороватовского и А. Чарушникова» (последние издания переработаны в сотрудничестве с Ш. М. Дволайцким[13]).
- Богданов А. А. Краткий курс экономической науки. — 10-е—15-е изд-я 1919—1924 гг.
- Богданов А. А. Что такое либералы? — Электропечатное т-ва «Дело», Казачий пер., 1907. — 28 с.
- Богданов А. А. Краткий курс экономической науки. — Тифлис, 1907, перевод на армянский Ашот Чилинкарян, тир. — 3000 экз.
- Богданов А. А. Приключения одной философской школы. — Санкт-Петербург: Знание, 1908. — 66 с.
- Богданов А. А. Краткий курс экономической науки. — Тифлис, 1909, перевод на грузинский И. Цдобили (псевдоним), тир. — 2600 экз.
- Богданов А. А., Степанов И. Курс политической экономии. Т. 1—2. — М., 1910—1919.
- Богданов А. А. Падение великого фетишизма (современный кризис идеологии). Вера и наука (о книге В. Ильина «Материализм и эмпириокритицизм» — 1-е изд. — М.: изд-во С. Дороватовского и А. Чарушникова, 1910.
- Богданов А. А. Культурные задачи нашего времени. — 1-е изд. — М.: изд-во С. Дороватовского и А. Чарушникова,1911.
- Богданов А. А. Философия живого опыта. Популярные очерки. Материализм, эмпириокритицизм, диалектический материализм, эмпириомонизм, наука будущего. — СПб., 1912.
- Богданов А. А. Философия живого опыта: Попул. очерки. Материализм, эмпириокритицизм, диалект. материализм, эмпириомонизм, наука будущего. — Санкт-Петербург: М. И. Семёнов, 1913. — 272 с.
- Богданов А. А. Введение в политическую экономию, 1914.
- Богданов А. А. Задачи рабочих в революции. — М.: Тип. Я. Г. Сазонова, 1917. -— 21, [1] с.
- Богданов А. А. Уроки первых шагов революции. — Москва: Тип. Я. Г. Сазонова, 1917. — 23 с.
- Богданов А. А. Искусство и рабочий класс: что такое пролетарская поэзия, о художественном наследстве, критика пролетарского творчества. — Москва: тип. Т-ва И. Д. Сытина, 1918. — 79, [1] с. — (Издание журнала «Пролетарская культура»).
- Богданов А. А. Социализм науки: научные задачи пролетариата. — Москва: Издание журнала «Пролетарская культура», 1918. — 104 c.
- Богданов А. А. Философия живого опыта: Попул. очерки Материализм, эмпириокритицизм, диалектич. материализм, эмпириомонизм, наука будущего. — Москва: Гос. изд-во, 1920. — 256 с.
- Богданов А. А. Наука об общественном сознании: краткий курс идеологической науки в вопросах и ответах. — 3-е изд. — Петроград; Москва: Книга, [1923]. — 313 с.
- Богданов А. А. Тектология — Всеобщая организационная наука. — Берлин — Санкт-Петербург, 1922. (Переиздание: В 2-х кн. — М.: Экономика, 1989.)
- Богданов А. А. Краткий курс экономической науки. — [Харьков]: Гос. изд-во Украины, 1923. — [2], 240, [1] с.
- Богданов А. А. О пролетарской культуре. 1904—1924. — Ленинград; Москва: Книга, 1924 (на обл. 1925). — 344 с.
- Богданов А. А. Вопросы социализма: Работы разных лет. — М.: Политиздат, 1990. — 479 с. ISBN 5-250-00982-4
- Богданов А. А. Вопросы социализма: Работы разных лет. — 2-е изд. — М.: Политиздат, 1990.
- Богданов А. А. Очерки организационной науки
- Неизвестный Богданов: А. А. Богданов (Малиновский). Статьи, доклады, письма и воспоминания 1901—1928 гг.; А. А. Богданов группа РСДРП «Вперед» 1908—1914 гг.; Неизвестный Богданов. Десятилетие отлучения от марксизма. Юбилейный сборник (1904—1914). — изд-во «АИРО-XX», 1995

### Художественные произведения
- Богданов А. А. Красная звезда: (Утопия). — Санкт-Петербург: т-во худож. печати, 1908. — 156 с.
- Богданов А. А. Инженер Мэнни. — 1-е изд. — М., 1912[18][36]: изд-во С. Дороватовского и А. Чарушникова. — М., 1922.
- Богданов А. А. Праздник бессмертия, 1914.

### Переводы
- Bogdánov A. Estrella roja. [Красная звезда: пер. на исп. А. Гонсалеса]. — Буэнос-Айрес: Ediciones ryr, 2017. — 248 с. — ISBN 978-987-1421-92-3[37]

## Память
- Имя носит НИИ переливания крови Национального медицинского исследовательского центра гематологии Минздрава России.

## Образ в искусстве
- В фильме «Сквозь ледяную мглу» (1965) роль А. Богданова (товарища Константина) исполнил Г. Стриженов.